# Omikron
 Denne artikel omhandler det græske bogstav. For andre betydninger af Omikron, se Omikron (flertydig). (Se også artikler, som begynder med Omikron)
Omikron (Ο ο) er et bogstav i det græske alfabet. Lyd som det latinske 'o'. Navnet kommer af ὂ μικρόν (o mikron) "lille o", som skal ses i modsætning til bogstavet Ω, ω, ὦ μέγα (o mega) "store o". Omikron betegnede i oldgræsk en kort vokal, mens omega var tegnet for en lang vokal med samme dannelsessted i munden. Vokallængde er ikke længere en distinktiv egenskab i moderne græsk.

## Computer
I unicode er Ο U+039F og ο er U+03BF.
|   | decimal | hex     | HTML      |
| - | ------- | ------- | --------- |
| ο | &#959;  | &#x3bf; | &omicron; |
| Ο | &#927;  | &#x39f; | &Omicron; |